# 유천초등학교 (청도군)
유천초등학교는 대한민국 경상북도 청도군 청도읍 유호리에 있는 공립 초등학교이다.

## 학교 연혁
- 1929년 9월 2일 유천공립보통학교(4년제) 개교설립인가 6월 10일
- 1938년 4월 1일 유천공립심상소학교(6년제)로 개칭
- 1941년 4월 1일 유천공립국민학교로 개칭
- 1981년 3월 1일 병설유치원 개원
- 1995년 11월 23일 교실 1실, 식당 1실 증축
- 1996년 3월 1일 유천초등학교 교명 변경
- 1999년 3월 1일 대현분교장 통합 관리 운영
- 2000년 3월 1일 대현분교장 통폐합
- 2020년 2월 12일 제85회 졸업식(졸업생 총 수 3,743명)
- 2020년 9월 1일 초등학교 3학급(15명), 유치원 1학급(6명)
- 2020년 9월 1일 제43대 최병찬 교장 부임

## 참고 자료
- 유천초등학교 - 한국교육학술정보원 학교알리미